# Social selling
Social Selling er en metode til at skabe arbejdsmæssige relationer. Dette bruges i høj grad i salgsprocesser, hvor man skaber relationer til kunder, potentielle kunder og samarbejdspartnere, her kan forskellige sociale medier bruges, som eksempel Facebook, Linkedin og Twitter.
Social Selling er blevet en ny salgsform, som er kommet, da de sociale medier nu mere bliver brugt af kunderne, til at søge dækning på deres behov. Frem for hvor man tidligere gik til en sælger, søger man nu erfaringer fra andre kunder og anbefalinger, så salgsprocessen er i høj grad blevet forkortet, i form af at sælgers rolle mindskes.
Dette gør at man som sælger og virksomhed skal være opmærksom på, hvordan man fremstår på de sociale medier, da en stor del af kommunikationen foregår her. Der skal skabes tillid til kunderne og finde de rette personer og skabe relationer til.
De sociale medier, kan derudover også bruges til at skabe information omkring hvad ens kundegrupper søger, og indsamle viden, så man dermed kan rette sin salgsstrategi dertil. Det er derfor vigtigt at skabe de rette relevante relationer
Til social selling findes der flere modeller, her i blandt LLHI modellen, som går ud på lyt, lær, hjælp og inspirer.
L: Der skal lyttes aktivt til hvad der sker i dit netværk. Der kan herved vises interesse ved likes, deling og kommentarer.
L: Derudover kan dit netværk bruges til at lære af. Man kan både selv blive klogere, men også bruge det til at finde hvilke fagområder man har forbindelser, og se hvor du kan anbefale personer i dit netværk til andre.
H: Hjælp går ud på at man skal være aktiv, og hjælpe ens netværk, hvor der er mulighed for det.
I: Derudover kan du inspirerer dit netværk, med statusopdateringer, og give dem relevant viden.
I modellen LLHI er det altså en fremtrædende at social selling ikke handler om at sælge på den traditionelle måde, men derimod ikke bruge direkte salgsbudskaber. Der skal kommunikeres på en usælgende måde, ved at skabe tillid og inspirere kunderne.
Social selling kan altså opsummeres som en måde, hvorpå man fastholder, den allerede skabte tillid man har hos kunderne, og overfører det til de sociale medier. Dette er vigtigt i en tid, hvor en stor del af kundernes handlinger foregår på de sociale medier. Derudover skal social selling bruges til at udvide sit netværk, og dermed tiltrække nye eventuelle kunder.